# Pat Borders
Patrick Lance "Pat" Borders, född den 14 maj 1963 i Columbus i Ohio, är en amerikansk före detta professionell basebollspelare som spelade 17 säsonger i Major League Baseball (MLB) 1988–1999 och 2001–2005. Borders var catcher. Han har efter spelarkarriären arbetat som tränare i Minor League Baseball.
Borders var två gånger (1992 och 1993) med och vann World Series med Toronto Blue Jays. Vid det första tillfället utsågs han till mest värdefulla spelare (MVP) i World Series. Han var även med och vann guld för USA vid OS i Sydney 2000. Han är en av bara en handfull spelare i världen som vunnit både World Series och OS-guld.

## Spelarkarriär

### Toronto Blue Jays
Borders draftades av Toronto Blue Jays 1982 som 134:e spelare totalt och redan samma år gjorde han proffsdebut i Blue Jays farmarklubbssystem. Det dröjde dock till den 6 april 1988 innan han gjorde MLB-debut. Den säsongen hade han högst caught stealing % i American League (47,2 %). Den 2 september 1990 var Borders catcher åt pitchern Dave Stieb när denne kastade en no-hitter, än i dag (2021) den enda no-hittern i Blue Jays historia.
Sina största framgångar med Blue Jays och i karriären över huvud taget hade Borders 1992–1993. Då var han ordinarie catcher och spelade 138 matcher båda säsongerna. 1992 hade han ett slaggenomsnitt på 0,242 med 13 homeruns och 53 RBI:s (inslagna poäng), medan siffrorna året efter var 0,254, nio homeruns och 55 RBI:s. Båda säsongerna vann Blue Jays World Series och 1992 utsågs Borders till mest värdefulla spelare (MVP) i World Series efter att där ha haft ett slaggenomsnitt på 0,450, en homerun och tre RBI:s. Under tre säsonger i rad 1992–1994 hade han flest assists av alla catchers i American League. Efter 1994 års säsong blev han free agent.

### Kansas City Royals
I april 1995 skrev Borders på för Kansas City Royals. Hans tid i klubben blev dock kort; redan i augusti samma år byttes han bort till Houston Astros.

### Houston Astros
Borders blev bara kvar i Houston den säsongen ut innan han blev free agent igen.

### St. Louis Cardinals
I januari 1996 skrev Borders på för St. Louis Cardinals. Återigen blev tiden i den nya klubben kort; han byttes bort till California Angels redan i juni.

### California Angels
Efter bara drygt en månad fick Borders lämna även Angels då klubben bytte bort honom till Chicago White Sox.

### Chicago White Sox
Borders blev kvar i Chicago säsongen ut. Efter säsongen blev han free agent igen.

### Cleveland Indians
Inför 1997 års säsong skrev Borders på för Cleveland Indians och för första gången på ett tag stannade han kvar i samma klubb i flera säsonger. Han var dock inte ordinarie catcher för Indians. 1999 tillbringade han större delen av säsongen i en farmarklubb och släpptes i augusti av Indians.

### Toronto Blue Jays igen
Omedelbart efter det att Borders släppts av Indians skrev han på för sin gamla klubb Toronto Blue Jays, men han blev bara kvar där säsongen ut. Efter säsongen blev han free agent igen.

### Tampa Bay Devil Rays
I januari 2000 skrev Borders på för Tampa Bay Devil Rays. Han fick dock aldrig chansen i moderklubben utan spelade hela säsongen och nästan hela säsongen efter det i en farmarklubb. I slutet av 2000 års säsong var han med i OS i Sydney (se nedan).

### Seattle Mariners
I augusti 2001 köptes Borders kontrakt av Seattle Mariners. Han blev bara kvar i klubben säsongen ut. Efter säsongen blev han free agent igen.

### Texas Rangers
I februari 2002 skrev Borders på för Texas Rangers, men redan innan säsongen började släpptes han av klubben.

### Seattle Mariners igen
Omedelbart efter det att Borders släppts av Rangers skrev han på för sin gamla klubb Seattle Mariners. Säsongen 2002 och de närmast följande säsongerna tillbringade Borders dock mest i farmarligorna innan han i augusti 2004 byttes bort till Minnesota Twins.

### Minnesota Twins
Borders blev bara kvar i Minnesota säsongen ut. Efter säsongen blev han free agent igen.

### Milwaukee Brewers
Inför 2005 års säsong skrev Borders på för Milwaukee Brewers. Där fick han dock bara spela i en farmarklubb.

### Seattle Mariners igen
I maj 2005 köptes Borders kontrakt av hans gamla klubb Seattle Mariners, men efter bara drygt två månader släpptes han av klubben. Under den korta tiden hann han spela 39 matcher, vilket var den högsta siffran sedan 1998. I 37 av matcherna var han med från start. 2005 blev dock Borders sista säsong i MLB.

### Los Angeles Dodgers
Inför 2006 års säsong fick Borders chansen att ta en plats i Los Angeles Dodgers, men han fick bara spela i farmarligorna och i maj bestämde han sig för att avsluta karriären.

### Internationellt
Under Borders tid i farmarligorna 2000 var han med och tog guld för USA vid olympiska sommarspelen i Sydney. Han hade ett slaggenomsnitt på 0,429 i OS och hade två hits och en RBI i finalen mot Kuba, som USA vann med 4–0.
Borders är en av bara en handfull spelare i världen som har vunnit både World Series och OS-guld.

## Tränarkarriär
2015 utsågs Borders till huvudtränare för Williamsport Crosscutters i New York-Penn League, en farmarklubb till Philadelphia Phillies på nivån Short-Season A. 2018 gjorde han sin fjärde säsong för klubben.
Inför 2020 års säsong befordrades Borders till huvudtränare för Clearwater Threshers i Florida State League (A-Advanced). Hans förra klubb Williamsport Crosscutters, där han innehade klubbrekordet med 186 vinster som tränare, pensionerade hans tröjnummer 10. Hela 2020 års säsong i Minor League Baseball ställdes dock in på grund av covid-19-pandemin. Under 2021 arbetade Borders som assisterande tränare för Lehigh Valley Ironpigs (AAA).

## Övrigt
Borders och hans fru Kathy bor strax utanför Lake Wales i Florida, där Borders växte upp, och har nio barn.